# 德劳河谷德拉赫
德劳河谷德拉赫是奥地利克恩顿州德劳河畔施皮塔尔县的一个市镇。总面积76.1平方公里，总人口1728人，人口密度22.7人/平方公里（2005年）。